# ميرزا نصر الله خان
ميرزا نصر الله خان ( 1840 -13 سبتمبر 1907 ) (بالفارسية : میرزا نصرالله خان نایینی)، أول رئيس وزراء إيراني . حيث أصبح رئيسا للوزراء بعد إدخال الدستور الفارسي حيز التنفيذ عام 1906 و ذلك على اثر قيام الثورة الفارسية ، التي أدت نتائجها إلى قيام أول حكومة إيرانية شرعية تتم الموافقة عليها من قبل المجلس يوم 7 أكتوبر عام 1906. وقبل أن يصبح رئيس الوزراء، كان قد شغل منصب وزير الخارجية. و قد حصل على لقب مشير الدولة اثناء خدمته كرئيس للوزراء
استمر رئيسا للوزراء للفترة من 1 اغسطس 1906 – 17 مارس 1907 . و قد توفي في ظل ظروف غامضة. ثم دُفن في مرقد إمامزادة صالح بن موسى الكاظم بطهران.